# Vila Rebar
Vila Rebar je građevina na južnim padinama Medvednice, iznad Gračana. Podignuta je 1932. prema projektu Ivana Zemljaka i dograđivana nakon Drugoga svjetskog rata.
Dvadesetih godina 20. st. na mjestu vile bila je lovačka kuća. U šumi iznad današnjih ostataka vile nalazi se tenisko igralište.[nedostaje izvor]
Tijekom Drugog svjetskog rata vilu je koristio Ante Pavelić kao vlastitu rezidenciju. Oko Vile Rebar dao je izgraditi nekoliko bunkera i tunelsko sklonište u sklopu vile.
Nakon Drugog svjetskog rata, vila je pretvorena u dječje odmaralište i planinarsko-izletnički dom, a kasnije u hotel i restoran "Risnjak" koji je potom izgorio 1980. Nije poznat točan razlog požara. Od stare vile ostali su kameni dio, dio gdje je nekoć bio parking i dugački tuneli u podzemlju.
Iz vile su dva ulaza vodila u tunele, jedan ulaz se nalazio u prizemlju, a drugi na katu. Zagrebački vatrogasci koristili su tunele ove zagrebačke vile za vježbe. Izlazi iz tih tunela nalaze se blizu sljemenskih puteva i danas ih je gotovo nemoguće vidjeti s ceste.
Devedesetih godina 20. st. u tim su tunelima i skloništima navodno bile organizirane divlje zabave zagrebačke mladeži. Sve je krenulo techno-rave zabavom „Under City Rave” koja se je 1993. održala u Tunelu Griču ispod Zagreba, a o zabavi je izvještavao i MTV. Priča se kako je nekoliko takvih zabava bilo održano i u ostatcima Vile Rebar.